# Ludwig Musil (Tänzer)
Ludwig Musil (* 23. März 1941 in Wien) ist ein österreichischer Tänzer. Er war von 1972 bis 1984 Erster Solotänzer im Ballett der Wiener Staatsoper.

## Leben
Ludwig Musil ist der Sohn eines Schneidermeisters für Herrenbekleidung und einer Hausfrau. Von 1945 bis 1947 lebte er in Prag und besuchte dort den französischen Kindergarten. Anschließend absolvierte er in Wien eine tschechische Volksschule und eine österreichische Hauptschule. Er hatte einen älteren Bruder, Karl Musil (1939–2013), der schon vor ihm zum Ersten Solotänzer der Wiener Staatsoper ernannt wurde. Zum Ballett motiviert wurden die Musil-Brüder von ihrer Tante,  Julia Drapal (1917–1988), Primaballerina im Ballett der Wiener Staatsoper. Die Brüder besuchten die Ballettschule der Wiener Staatsoper, hatten erste Auftritte als Eleven, sodann im Corps de Ballet und schließlich als Solotänzer.
1972 wurde Ludwig Musil zum Ersten Solotänzer an der Wiener Staatsoper ernannt – sowohl für klassische Rollen, als auch für Charakterrollen. Er zählte zur damals international renommierten Männerriege des Wiener Balletzs, der auch sein Bruder, Michael Birkmeyer, Willy Dirtl, Heinz Heidenreich und Franz Wilhelm angehörten. Er gastierte bei den Bregenzer und den Salzburger Festspielen, in den Niederlanden und den USA, in Kuba, Korea und Japan. Er und Christl Zimmerl waren 1965 die Haupttänzer in Ravels Boléro in einer Choreographie von Aurel von Milloss. Er übernahm auch Hauptrollen in den abendfüllenden Ballettstücken Schwanensee,  Dornröschen und Der Nussknacker von Pjotr Iljitsch Tschaikowski, in Giselle von Adolphe Adam sowie in Romeo und Julia von Sergei Prokofjew, weiters in zahlreichen Tanzeinlagen in Opern und Operetten sowie auch in zeitgenössischen Tanzstücken. Seine letzte große Rolle war 1984 der König in Dornröschen in Tokio, gemeinsam mit Rudolf Nurejew als Prinz.

## Persönliches
Sein Bruder und dessen Familie wurde 1981 Opfer eines Flugzeugabsturzes auf ihr Haus in Grub. Der Bruder musste in der Folge verletzungsbedingt seine Karriere beenden. Die Tante wurde 1988 im Zuge der Mordserie im Krankenhaus Lainz ermordet.

## Auszeichnungen
- 1984: Goldenes Ehrenzeichen für Verdienste um die Republik Österreich
- 1993: Josef Schöffel-Förderungspreis der Niederösterreichischen Landesregierung